# Mark Sullivan
Mark T. Sullivan (født 28. juni 1958 i Framingham, Massachusetts) er en amerikansk forfatter. Sullivan skriver spændingsromaner og har indtil videre udgivet 11 bøger som eneforfatter.

## Biografi og karriere
Sullivan er født og opvokset i Medfield, Massachusetts, en forstad til Boston, USA. Han dimitterede med en BA i engelsk fra Hamilton College i 1980. Efter endt uddannelse arbejdede han som frivillig i Peace Corps, hvor han underviste børn fra Tuareg-stammen (en gruppe nomader i Sahara) i engelsk. I 1982 vendte han tilbage til USA for at studere journalistik ved Northwestern University i Illinois
Han begyndte at skrive skønlitteratur som 30-årig, og hans debutroman, The Fall Line (1994), blev af New York Times' udråbt til en Notable Book of the Year. Udover sine soloværker har Sullivan skrevet fem romaner med James Patterson.

## Bøger

### Som eneforfatter
- The Fall Line (1994), ISBN 978-0-7860-0176-7
- Hard News (1995), ISBN 978-0786003228
- The Purification Ceremony (1996), ISBN 978-0-380-79042-5
- Ghost Dance (1995), ISBN 978-0-380-79043-2
- Labyrinth (2001), ISBN 0-7434-3980-5
- The Serpent's Kiss (2003), ISBN 978-0-7434-3982-4
- Triple Cross (2009), ISBN 978-0-312-37850-9
- Rogue (oktober 2012, e-bog 2011), ISBN 978-0312378516
- Outlaw (oktober 2013) ISBN 978-1-250-02361-2
- Thief (december 2014) ISBN 978-1-250-05231-5
- Beneath a Scarlet Sky (2017), ISBN 978-1-503-94337-7 - på dansk Under en Blodrød Himmel, forventet udgivelse 2019

### Med James Patterson
- Private Games (januar 2012) ISBN 0316206822
- Private Berlin (januar 2013) ISBN 0316211176
- Private L.A. (februar 2014) ISBN 0-316-21112-5
- Private Paris (marts 2016) ISBN 0-316-40705-4
- The Games (juni 2016) ISBN 0-316-40711-9